# Дрягуново
Дрягуново — село в Пригородном районе Свердловской области России. Входит в муниципальный округ Горноуральский, управляется Краснопольской территориальной администрацией.
Ранее входило в состав Краснопольского сельсовета Пригородного района.

## География
Село Дрягуново расположено к востоку от Уральских гор, на южном берегу реки Нейвы. Село находится в 40 километрах к юго-востоку от города Нижнего Тагила (в 46 километрах по автодорогам), в трёх километрах к юго-западу от села Краснополье. Через Краснополье проходит шоссе местного значения Николо-Павловское — Алапаевск. К этой автодороге от села Дрягунова ведёт подъездная дорога. В районе села река Нейва делает несколько изгибов и отделяет Дрягуново от ряда других сёл. К берегу Нейвы выходит северная часть села.

## Население
| 2002 | 2010 | 2021 |
| ---- | ---- | ---- |
| 49   | ↗59  | ↘41  |